# Zacharie Mombo
Zacharie Mombo, né le 12 décembre 1994 à Kinshasa est un footballeur international congolais.

## Biographie

### En club
Zacharie Mombo joue au poste d'Attaquant (football) au Lusaka Dynamos. En novembre 2018, il signe au SM Sanga Balende et, un an plu tard, soit en juillet 2019, il signe chez Nkana FC en Zambie.

## Palmarès
En club
 Nkana FC
- Konkola Copper Mines Premier League:
  - Vainqueur : 2020[3]

En sélection
- CHAN
  - Vainqueur : 2016